# مانويل آبرو
مانويل آبرو (بالفرنسية: Manuel Abreu)‏ (8 يناير 1959 بفافي في البرتغال - 10 مايو 2022) هو مدرب كرة قدم ولاعب كرة قدم فرنسي في مركز الدفاع. لعب مع باريس سان جيرمان وسبورتينغ براغا وستاد ريمس ونادي النجم الأحمر سانت أوين ونادي إنتينت ونادي بويسي ونادي كويمبيريوس ونادي نانسي ونادي شارلفيل ‏ ولوسيتانيوس سان مور ‏.

## وصلات خارجية
- مانويل آبرو على موقع قاعدة بيانات كرة القدم.إي يو (الإنجليزية)
- مانويل آبرو على موقع ليكيب (الفرنسية)